# Scheldeprijs 2022
Lo Scheldeprijs 2022, centoottesima edizione della corsa, valevole come diciassettesima prova dell'UCI ProSeries 2022 categoria 1.Pro, si è svolto il 6 aprile 2022 per un percorso di 198,7 km, con partenza da Terneuzen, nei Paesi Bassi, ed arrivo a Schoten, in Belgio. La vittoria è stata appannaggio del norvegese Alexander Kristoff, che ha completato il percorso in 4h06'02" alla media di 48,457 km/h, precedendo l'olandese Danny van Poppel e l'australiano Sam Welsford.
Al traguardo di Schoten sono stati 30 i ciclisti, dei 136 partiti da Terneuzen, che hanno portato a termine la competizione.

## Squadre e corridori partecipanti
| N.      | Cod. | Squadra                     |
| ------- | ---- | --------------------------- |
| 1-7     | AFC  | Alpecin-Fenix               |
| 11-17   | QST  | Quick-Step Alpha Vinyl Team |
| 21-27   | LTS  | Lotto Soudal                |
| 31-37   | IWG  | Intermarché-Wanty-Gobert    |
| 41-47   | BOH  | Bora-Hansgrohe              |
| 51-57   | COF  | Cofidis                     |
| 71-77   | BEX  | Team BikeExchange-Jayco     |
| 81-87   | DSM  | Team DSM                    |
| 91-96   | TFS  | Trek-Segafredo              |
| 101-107 | UAD  | UAE Team Emirates           |
| 111-116 | BBK  | B&B Hotels-KTM              |

| N.      | Cod. | Squadra                   |
| ------- | ---- | ------------------------- |
| 121-127 | BCF  | Bardiani-CSF-Faizanè      |
| 131-137 | BWB  | Bingoal Pauwels Sauces WB |
| 141-147 | SVB  | Sport Vlaanderen-Baloise  |
| 151-157 | ARK  | Team Arkéa-Samsic         |
| 161-167 | TNN  | Team Novo Nordisk         |
| 171-174 | TEN  | TotalEnergies             |
| 181-187 | UXT  | Uno-X Pro Cycling Team    |
| 191-197 | BCY  | BEAT Cycling              |
| 201-207 | EVO  | EvoPro Racing             |
| 211-217 | MCT  | Minerva Cycling           |

## Ordine d'arrivo (Top 10)
| Pos. | Corridore          | Squadra     | Tempo    |
| ---- | ------------------ | ----------- | -------- |
| 1    | Alexander Kristoff | Intermarché | 4h06'02" |
| 2    | Danny van Poppel   | Bora        | a 24"    |
| 3    | Sam Welsford       | DSM         | s.t.     |
| 4    | Casper van Uden    | DSM         | a 26"    |
| 5    | Edward Theuns      | Trek        | s.t.     |
| 6    | Daniel McLay       | Arkéa       | a 28"    |
| 7    | Kenneth Vanbilsen  | Cofidis     | s.t.     |
| 8    | Jasper Philipsen   | Alpecin     | s.t.     |
| 9    | Tim Merlier        | Alpecin     | s.t.     |
| 10   | Ryan Mullen        | Bora        | a 1'07"  |